# Ареций
Аре́ций (лат. Aretius, также Arecius и Aregius) — христианский святой, мученик.
Информация об Ареции крайне скудна. Упоминается только, что он был замучен в Риме вместе со святым Дацианом и захоронен в катакомбах вблизи Аппиевой дороги. Включён в мартиролог Католической церкви, день памяти — 4 июня, вместе со святым Дацианом.